# Герцог де Уэскар

Герб герцогов де Уэскар

Фадрике Альварес де Толедо, 1-й герцог де Уэскар, 4-й герцог Альба (1537—1583)

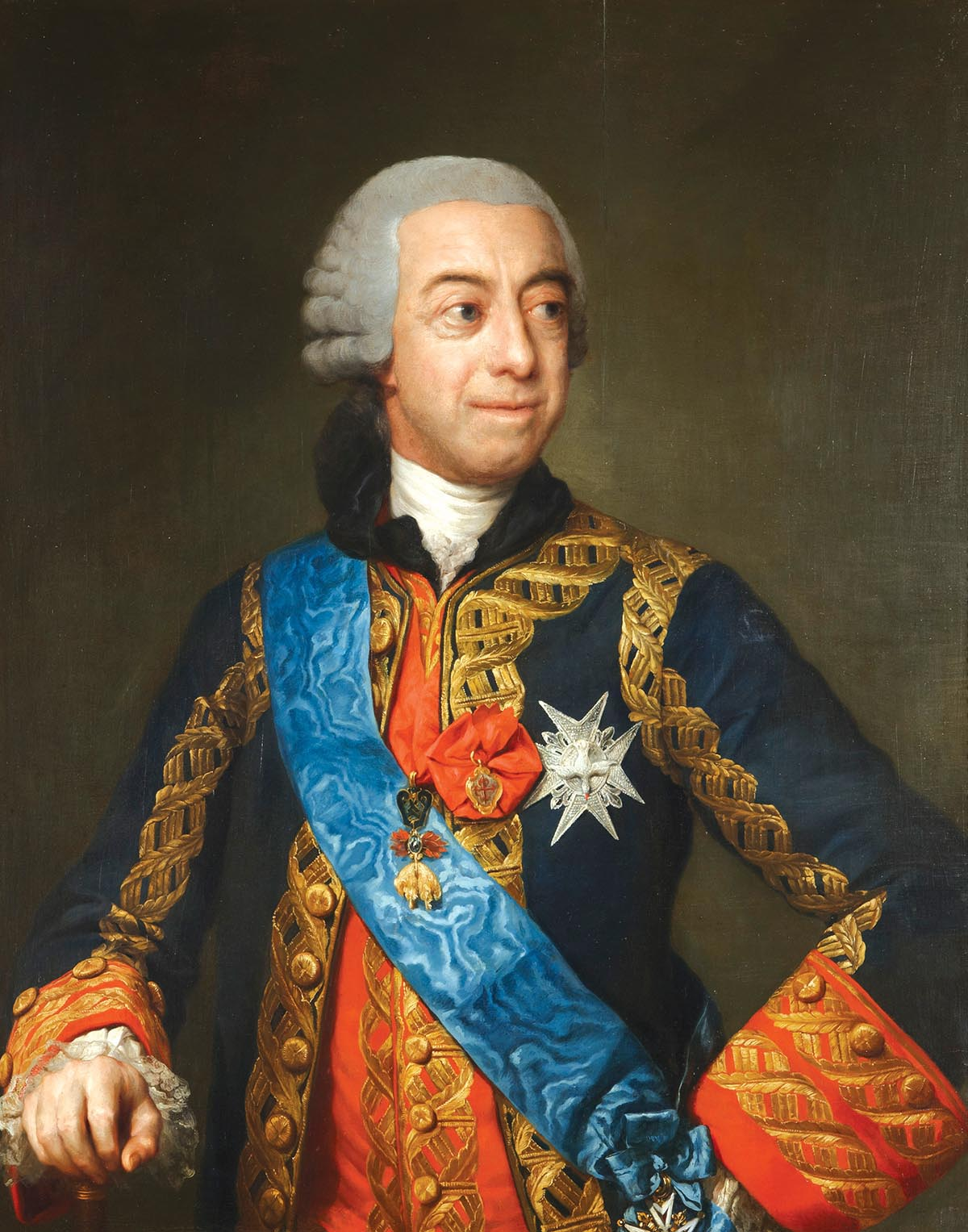
Фернандо де Сильва, 12-й герцог Альба (1714—1776)

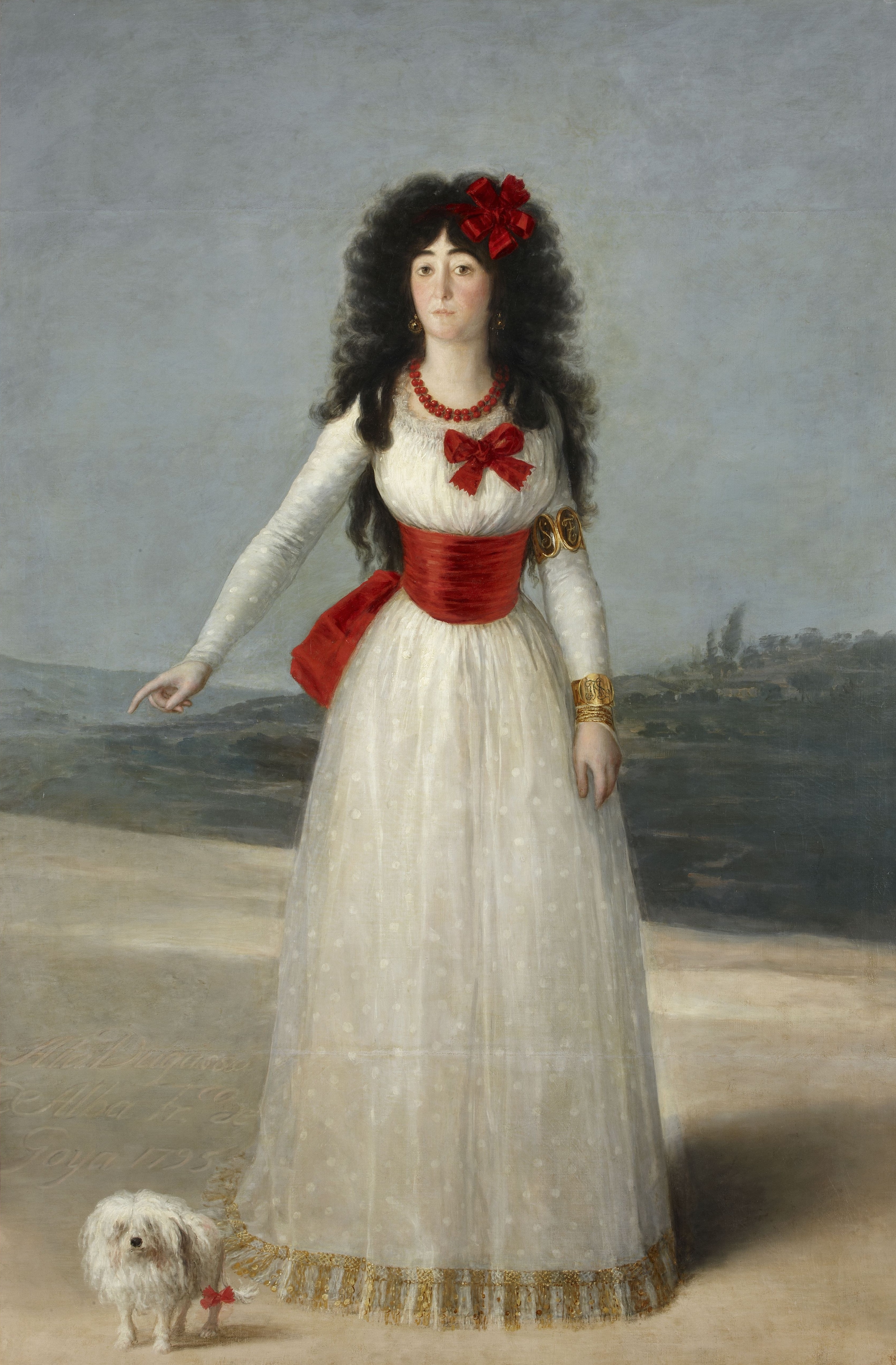
Мария дель Пилар Тереза Каэтана де Сильва Альварес де Толедо и Сильва, 13-я герцогиня Альба (1762—1802)

Герцог де Уэскар — испанский наследственный титул. Он был создан в 1563 году королем Филиппом II в качестве свадебного подарка Фадрике Альваресу де Толедо, 6-му маркизу де Кориа (1537—1583), старшему сыну герцога Альба, по случаю его женитьбы на Марии Хосефе Пиментель и Хирон, дочери Антонио Алонсо Пиментеля-и-Эррера де Веласко, 3-го герцога де Бенавенте (1514—1575), и Марии Луизы Хирон Энрикес. С этого времени старшие сыновья и наследники герцогов Альба стали носить титулы герцога де Уэскара.
Название герцогского титула происходит от названия муниципалитета Уэскар, провинция Гранада, автономное сообщество Андалусия.
В 1802 году после смерти Каэтаны де Сильвы, 13-й герцогини де Альба и 11-й герцогини де Уэскар (1762—1802), титул герцога Уэскара оказался в состоянии бездействия.
6 ноября 1871 года испанский король Амадей I восстановил титул герцога де Уэскара для Карлоса Марии Фитц-Джеймса Стюарта и Палафокса, 16-го герцога де Альба (1849—1901). Герцоги де Уэскар также являются грандами Испании.

## Сеньория де Уэскар
Сеньория Уэскар, расположенная на севере провинция Гранада, была предоставлена в 1513 году королевой Кастилии Хуаной I Безумной Фадрике Альваресу де Толедо, 2-му герцога Альба-де-Тормес, который приходился кузеном её отцу, королю Арагона Фердинанду II. Их матери были сестрами. Фадрике де Альварес де Толедо получил сеньорию Уэскар в награду за его заслуги перед Кастилией во время войны с Гранадским эмиратом, завершившейся в 1492 году капитуляцией Гранады и концом Реконкисты.

## Герцогство Уэскар
Фернандо Альварес де Толедо, 3-й герцог Альба (1507—1582), в 1527 году женился на своей двоюродной сестре Марии Энрикес-де-Толедо и Гусман (ум. 1583), дочери Диего Энрикеса де Гусмана, 3-го графа Альба-де-Листе (1487—1556), и его первой жены Альдонсы Леонор Альварес де Толедо и Суньига. У пары было четверо детей (три сына и одна дочь), старшим из сыновей был Фадрике Альварес де Толедо.
10 января 1563 года Фадрике Альварес де Толедо женился во второй раз с Марии Хосефе Пиментель и Хирон, второй дочери Антонио Алонсо Пиментеля и Эррера де Веласко, 6-го графа Бенавенто и 3-го герцога Бенавенто (1514—1575), и Марии Луизы Энрикес и Тельес-Хирон. Король Испании Филипп II создал для Марии Хосефы Пиментель титул герцогини де Уэскар. Таким образом, сеньория Уэскар принадлежала дому Альба, в то время как герцогство Уэскар было создано жены старшего сына герцога Альба.
В настоящее время титул герцога Уэскара носит Фернандо Хуан Фитц-Джеймс Стюарт и Солис (род. 1990), старший сын Карлоса Фитц-Джеймса Стюарта, 19-го герцога Альба, сына ныне покойной Каэтаны Фитц-Джеймс Стюарт, 18-й герцогини Альба-де-Тормес.

## Список герцогов Уэскар
- Фадрике Альварес де Толедо, 4-й герцог Альба и 1-й герцог Уэскар (21 ноября 1537 — 11 декабря 1583), второй сын испанского полководца и гранда Фернандо Альвареса де Толедо (1507—1582), 3-го герцога Альба (1531—1582), и Марии Энрикес де Толедо и Гусман (ум. 1583)
- Фернандо Альварес де Толедо, 2-й герцог Уэскар (1582—1584), единственный сын предыдущего
- Антонио Альварес де Толедо, 5-й герцог Альба и 3-й герцог Уэскар (1568 — 29 января 1639), старший сын Диего Альвареса де Толедо (ок. 1530—1583), и Брианды де Бомон, 5-й графини де Лерин (1540—1588), внук Фернандо Альвареса де Толедо, 3-го герцога Альба, и племянник 1-го герцога Уэскара
- Фернандо Альварес де Толедо, 6-й герцог Альба и 4-й герцог Уэскар (5 августа 1595 — 7 октября 1667), старший сын предыдущего
- Антонио Альварес де Толедо, 7-й герцог Альба и 5-й герцог Уэскар (26 февраля 1615 — 11 июня 1690), единственный сын предыдущего
- Антонио Альварес де Толедо, 8-й герцог Альба и 6-й герцог Уэскар (1627 — 25 ноября 1701), старший сын предыдущего
- Антонио Альварес де Толедо, 9-й герцог Альба и 7-й герцога Уэскар (11 ноября 1669 — 27 мая 1711), старший сын предыдущего
- Франсиско Альварес де Толедо, 10-й герцог Альба и 8-й герцог Уэскар (20 февраля 1662 — 22 марта 1739), второй сын 5-го герцога Уэскара и сводный брат 6-го герцога Уэскара, дядя предыдущего
- Фернандо де Сильва, 12-й герцог Альба и 9-й герцог Уэскар (27 октября 1714 — 15 ноября 1776), старший сын Мануэла Хосе де Сильвы и Толедо, 10-го графа де Гальве (1677—1728), и Марии Тересы Альварес де Толедо и Аро, 11-й герцогини Альба (1691—1755), единственной дочери 8-го герцога Уэскара
- Франсиско де Сильва, 10-й герцог Уэскар (1733 — 26 апреля 1770), единственный сын предыдущего
- Каэтана де Сильва, 13-я герцогиня Альба и 11-я герцогиня де Уэскар (10 июня 1762 — 23 июля 1802), единственная дочь предыдущего

В 1802—1871 годах титул находился в состоянии бездействия.
- Карлос Мария Фитц-Джеймс Стюарт, 16-й герцог Альба и 12-й герцог Уэскар (4 декабря 1849 — 15 октября 1901), единственный сын Хакобо Фитц-Джеймса Стюарта Вентимилии Уэскара Оливареса, 15-го герцога Альба (1821—1881)
- Хакобо Фитц-Джеймс Стюарт, 17-й герцог Альба и 13-й герцог Уэскар (17 октября 1878 — 24 сентября 1953), старший сын предыдущего
- Карлос Фитц-Джеймс Стюарт, 19-й герцог Альба и 14-й герцог Уэскар (род 2 октября 1948), старший сын Каэтаны Фитц-Джеймс Стюарт, 18-й герцогини Альба, единственной дочери предыдущего
- Фернандо Фитц-Джеймс Стюарт, 15-й герцог Уэскар (род. 14 сентября 1990), старший сын предыдущего.